# Observatoire de Sonneberg
L'observatoire de Sonneberg (Sternwarte Sonneberg) est un observatoire astronomique allemand situé à Sonneberg, Thuringe, fondé en 1925 par Cuno Hoffmeister. Il possède la plus grande collection de plaques photographiques astronomiques au monde. 

## Histoire
À partir de 1930, l'observatoire est loué à l'État prussien et devient donc une branche de l'observatoire de Berlin.

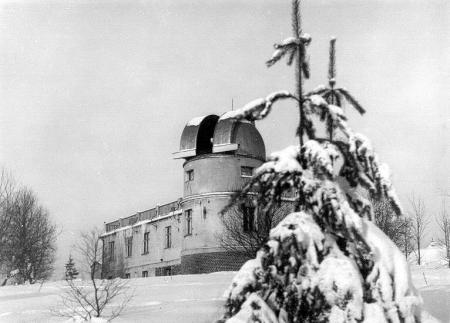
L'un des dômes de l'observatoire de Sonneberg (vers 1935)